# Gunung Arulbabu
Gunung Arulbabu är ett berg i Indonesien.   Det ligger i provinsen Aceh, i den västra delen av landet, 1 700 km nordväst om huvudstaden Jakarta. Toppen på Gunung Arulbabu är 2 043 meter över havet.
Terrängen runt Gunung Arulbabu är kuperad åt sydväst, men åt nordost är den bergig.Runt Gunung Arulbabu är det ganska tätbefolkat, med 52 invånare per kvadratkilometer. Det finns inga samhällen i närheten. I omgivningarna runt Gunung Arulbabu växer i huvudsak städsegrön lövskog.